# 方濟各 (教宗)
方濟各（拉丁語：Franciscus；英语：Francis；法语：François ；德语：Franziskus，1936年12月17日—2025年4月21日），本名豪尔赫·马里奥·贝尔格里奥（西班牙語：Jorge Mario Bergoglio），天主教會第266任教宗，意大利裔阿根廷人，出生于首都布宜諾斯艾利斯，1958年入天主教耶穌會初学，1969年晉鐸，1997年晉牧后相继担任布宜諾斯艾利斯總教助理主教、總主教、阿根廷东方礼天主教宗主教区宗主教，2001年由時任教宗若望保祿二世擢升为司铎级樞機。他在2013年3月13日在选举教宗会议中的第五轮投票中以 2/3 多数票獲選為教宗，成為首位出身於拉丁美洲、南半球與耶穌會的教宗，也是繼額我略三世之後首位歐洲以外出身的教宗。方济各以聖瑪爾大之家的201客房作為寓所，是首位未入住梵蒂岡宗座宮的教宗。方济各教宗能說流利的拉丁語、意大利语（母语）、西班牙語（母语）、法语和德語。2025年4月21日早上7点35分因中風及心臟衰竭於聖瑪爾大之家逝世，享壽88歲，同年4月26日下葬宗座特级雪地圣母大殿，是百年來首位葬於梵諦岡以外的教宗，也是繼圣庇護五世教宗後，又一位下葬于此大殿的教宗。

## 經歷

### 早年生活

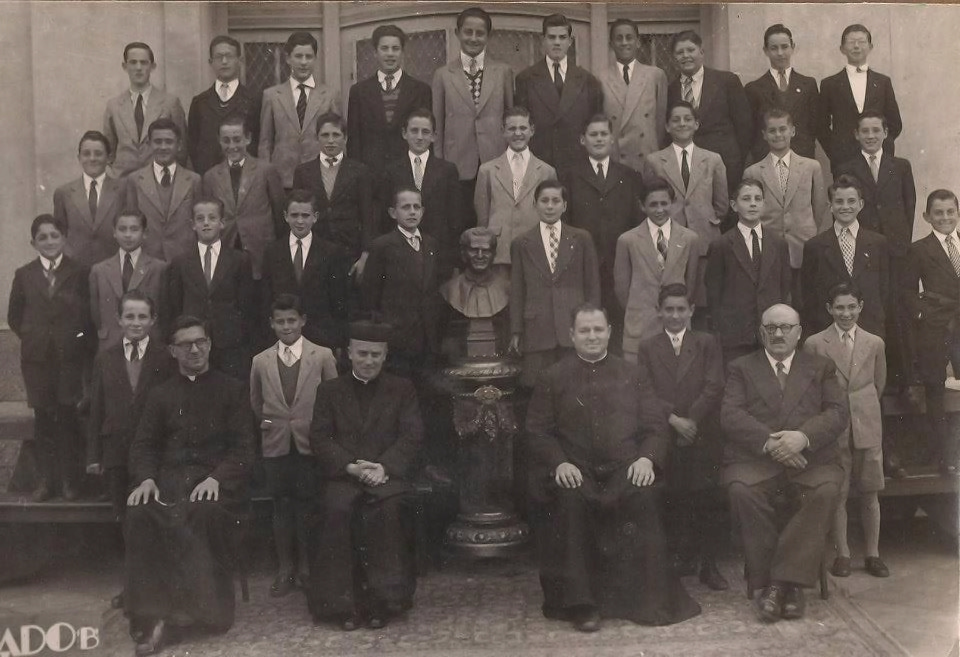
教宗方濟各12歲時在學校的合照。方濟各為圖中第三行左數第三位

贝尔格里奥教宗於1936年12月17日在阿根廷首都布宜諾斯艾利斯的一個意大利裔移民家庭出生。父親马里奥·若瑟·贝尔格里奥（Mario José Bergoglio）是會計師，母親雷希娜·瑪莉亞·西沃里（Regina María Sívori）為家庭主婦。是家中五個孩子中的長子。

### 聖召
17歲時，他在一次前往傳統慶典的途中進了一間教堂舉辦告解後因有所感而立誓成為神父，但他沒馬上告訴他人而是繼續接受教育。1957年，他因结核性肺炎而切除了一小部份的右肺。贝尔格里奥在1958年3月11日入耶穌會初学並在两年后发初願，同一期间他在耶穌會的布宜諾斯艾利斯郊區德沃托镇（Villa Devoto）的神學院學習；1969年12月13日晉鐸，並成為耶稣会管理下的聖彌額爾神學院担任初学导師。1973年除了被耶穌會選為該修會的阿根廷省省會長外，1980年更被調任聖弥额尔神學院擔任修院院長。1986年，他在德國法蘭克福进行他的神學博士工作。
方济各教宗曾在阿根廷魏地拉将军执政期间（1976-1981）任省会长和修院院长期间，曾收留过很多反抗军政府的年轻人。他在自传《生平：我在历史中的经历》中讲述了这段经历，并表示自己深受老师、共产主义者埃斯特（Esther）的影响。埃斯特老师被政府逮捕后，当时的贝尔格里奥神父还试图拯救她，但最终没能成功。

### 晉牧

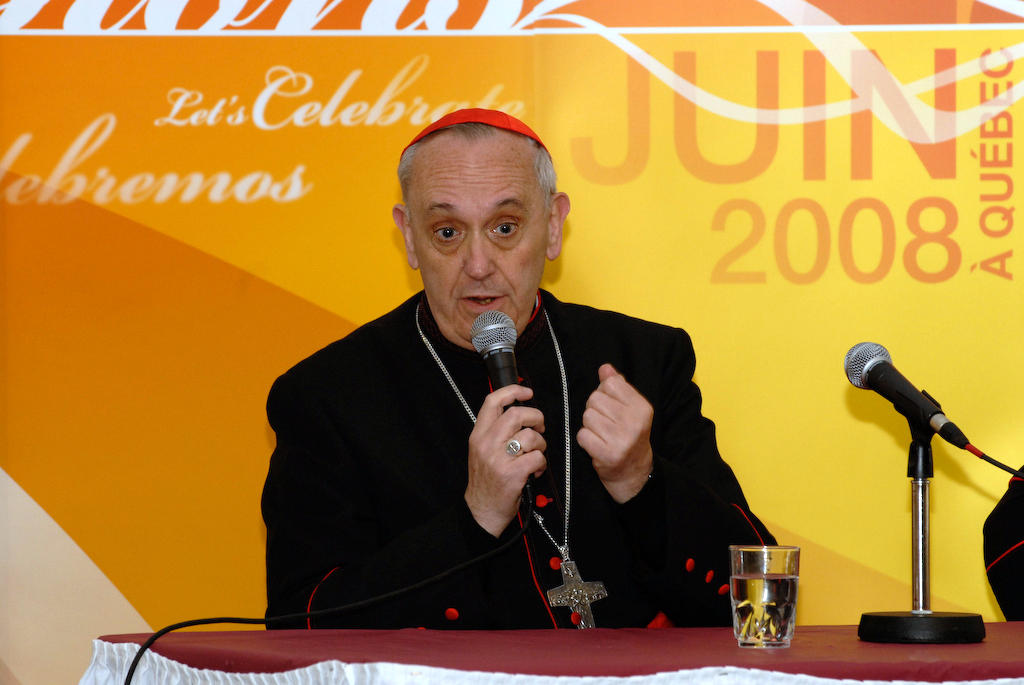
2008年，贝尔格里奥樞機出席教會會議

贝尔格里奥在从德国回到阿根廷後沒多久就被派往有耶穌會背景的柯多巴教區。不久後他被布宜諾艾利斯總主教安多尼·夸拉西諾找去當助手，並在一年後由若望保禄二世教宗任命为他的助理主教，并于 1997 年 6 月 27 日（至圣耶稣圣心节日瞻礼）从他手中领主教圣秩。
他於1992年5月20日在夸拉西諾枢机總主教的推薦下獲教宗若望保祿二世任命為布宜諾斯艾利斯總教區輔理主教，領銜西班牙奧卡教區主教；並在翌月27日正式晉牧。由於夸拉西諾總主教身體不適，因此贝尔戈里奥於1997年6月3日被任命為總教區助理主教，以作為直接的繼承人；翌年2月28日夸拉西諾總主教離世，因此贝尔格里奥助理主教继任為該總教區總主教，並出任阿根廷主教團副主席；他於同年11月6日獲委任為阿根廷東方禮教長區教長。
若望保祿二世於2001年2月21日宣佈擢陞贝尔格里奥為樞機，領羅馬聖羅伯多·白拉明堂司鐸銜。被擢陞為樞機後，贝尔戈里奥被教宗先後任命在聖座擔任禮儀及聖事部、聖職部、修會部、宗座家庭委員會、宗座拉丁美洲委員會等罗马教廷成員。

### 當選教宗

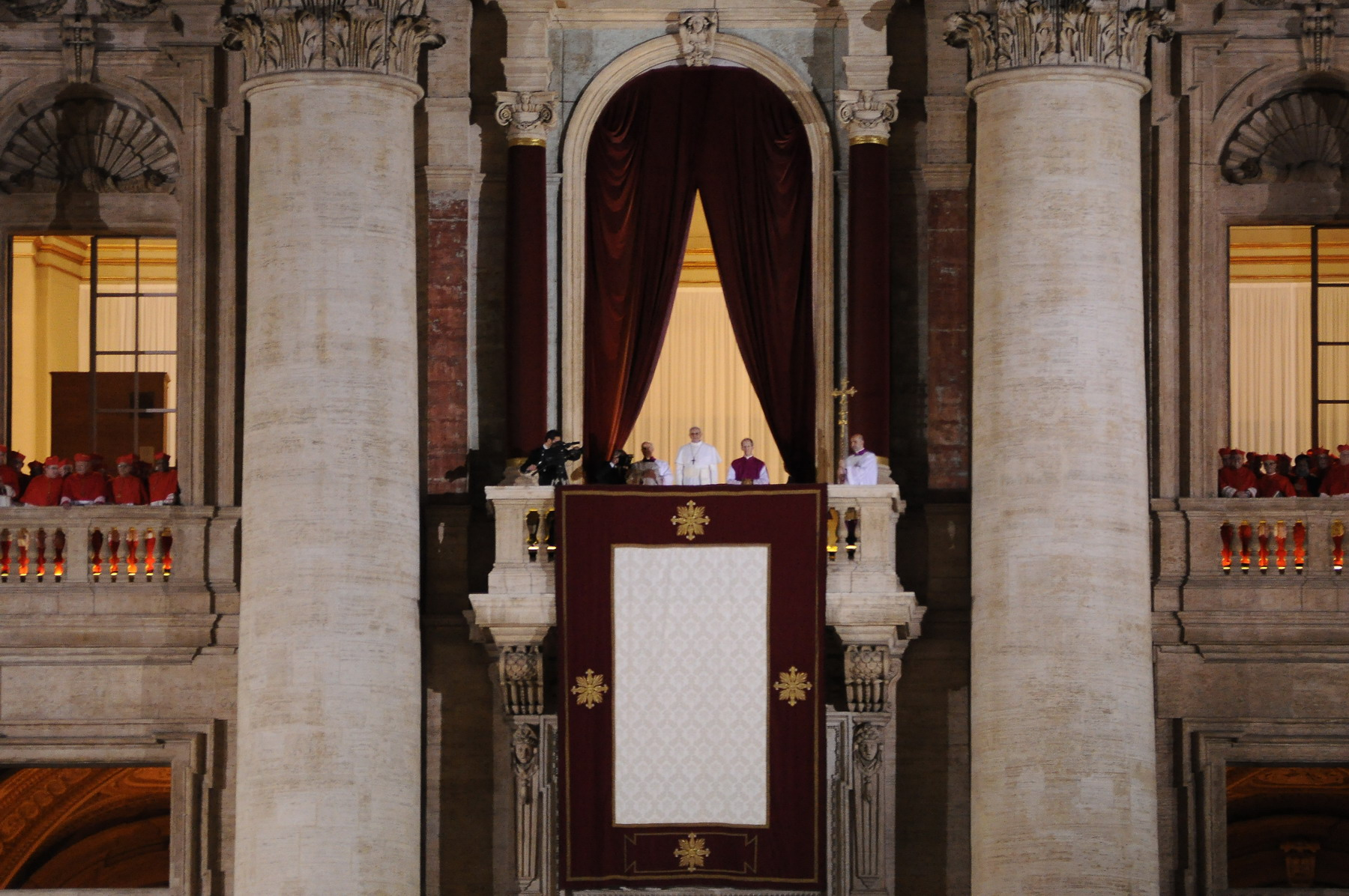
教宗方濟各在2013年3月13日晚間當選後，第一次在聖伯多祿大殿的中央陽台進行公開接見

教宗本篤十六世於2013年2月28日因健康問題辭職後，按宗座宪章《上主的全体羊群》规定具有选举人资格的115位樞機於同年3月12日進行教宗選舉秘密會議；經過5輪投票後，樞機團於翌日选出贝尔格里奥枢机為新任教宗、罗马主教，名號為「方濟各」，之後於同月19日在梵蒂岡聖伯多祿大殿舉行的教宗就職弥撒後正式成為第266任教宗。方济各教宗是首位來自美洲、拉美國家、南半球與耶穌會的教宗，也是繼額我略三世後1200年來首位非歐洲出身的教宗，第一位以亚西西的圣方济各为名号的教宗。
2013年3月28日，方濟各教宗任内首行圣周四濯足禮。当日晚间，他到羅馬一間少年監獄，為12名少年犯洗腳，其中有二名穆斯林少年和二位少女举行了住的晚餐弥撒，礼仪期间为他们洗脚。這是教宗首次到監獄履行洗腳禮、教宗首次為女性洗腳、教宗首次為穆斯林洗腳。
2013年4月8日，方濟各在拉特朗聖若望宗座特级大殿——即罗马主教座堂正式舉行羅馬主教的就任弥撒。
2013年7月5日，在枢机团的常规枢密会议中簽署教宗若望二十三世以及若望保祿二世的列圣品案。同年12月被选为时代杂志年度风云人物，《時代》盛讚他是「人民的教宗」，擁抱貧困者與病人和边缘人群的教宗。同年12月18日，美國同志刊物《提倡雜誌》（Advocate）也將方濟各選為「年度人物」，指稱教宗是2013年對LGBT群体最具影響力的人。
2014年3月，教宗方濟各向媒体谈及曾與中华人民共和国最高领导人習近平互通信件。同年8月14日，教宗方濟各乘專機赴韓國途中，首度飛越中国大陆领空時，按慣例向習近平和中國人民發送了問候電報。

### 出访各地
2015年，方濟各出訪古巴與美國，在訪問古巴期間與前任領導人菲德爾·卡斯特羅與時任領導人勞爾·卡斯特羅會面。同年9月24日，他在美國國會聯席會議上發表演說，成為史上首位在美國國會發表演說的天主教教宗。
2016年2月12日，他在古巴與東正教俄羅斯正教會牧首基里爾一世會面。
2021年3月，他前往伊拉克展开访问，在巴格达的罗马天主教拉丁礼圣若瑟主教座堂等场所为当地教友主持弥撒，到访亚伯拉罕（易卜拉欣）的故乡、历史名城乌尔城，并在納杰夫与伊拉克什叶派领袖阿里·西斯塔尼进行历史性会面，传达出多元宗教和谐共处的信号，他与西斯塔尼呼吁穆斯林与基督徒共同为团结与和平而努力。在为期3日的行程中，他还访问了加拉格什（伊拉克最大的基督徒聚居城市）、阿尔贝拉、摩苏尔等城市，凭吊与慰问饱受战火摧残的当地社区，并主持了多场弥撒，最后在3月8日返回梵蒂冈。方济各教宗是首位访问伊拉克的教宗。
2022年11月7日，他前往乌克兰会见当地的天主教会领导人，这是他自2月24日俄罗斯入侵乌克兰以来首次出访，以团结当地教徒和安抚针对梵蒂冈教廷的不满。他因为在冲突期间没有直接谴责莫斯科和普京，也没有直接点名侵略者，并暗示基辅应做出让步以安抚克里姆林宫引起了乌克兰批评。在会面期间，他重申了在祈祷和行动中与乌克兰人民的亲密关系。罗马天主教乌克兰希腊礼宗主教斯维亚托斯拉夫·舍甫丘克也赠送了他一块来自被俄罗斯摧毁的一座教堂的地雷弹片。
2024年4月28日，他前往意大利北部威尼斯进行牧灵访问。他首先探望了朱代卡女子监狱的服刑人员，随后会见了第60届威尼斯艺术双年展圣座展馆的负责人和艺术家。教宗也在病人之痊圣母大殿前的广场上会见了青年人们，并在圣马尔谷大殿广场主持了弥撒圣祭和《天皇后喜乐经》。随后，他进入圣马尔谷宗座次级大殿瞻仰圣马尔谷宗徒的圣髑。。
2024年7月7日，访问意大利的里雅斯特，举行弥撒。
2024年9月3日，展开第45次国际牧灵访问活动。首先抵达印度尼西亚，6日前往巴布亚新几内亚
，9日前往东帝汶，11日前往新加坡，13日返回。
2024年9月，教宗方濟各展開其第46次國際牧靈訪問，目的地為盧森堡與比利時。他此行旨在進行牧靈交流並促進國際和平。。

### 晚年健康狀況
自2021年起，教宗的健康情況開始轉差。該年7月入院接受結腸手術，2023年6月進行小腸氣手術，2023年3月再因呼吸道感染入院。
2025年2月14日下午，方济各教宗因支氣管炎及輕微發燒被转送罗马杰梅利综合医院；2月16日，圣座新闻室发布消息称教宗在15日已經退燒，病情穩定；2月27日，梵蒂岡公佈方濟各病情好轉，已脫離最危險階段，期間他仍在病房辦公；28日下午，教宗出現支氣管痙攣，導致吸入嘔吐物，需要接受抽吸治療清除，隨後使用非侵入性呼吸機，之後需要至少再24至48小時才能評估教宗病情是否再度惡化；3月3日，因支氣管內黏液大量積聚而兩度出現急性呼吸衰竭，方濟各需要再度使用呼吸機；2025年3月13日，方濟各當選教宗12週年當天，梵蒂岡稱他病情已有好轉，並且脫離危險期，但未透露何時出院；3月21日，教宗方濟各出院返回梵蒂岡；2025年复活節（4月20日）當天，教宗親自来到聖伯多禄大殿的降福大厅中央阳台并在致罗马城及全球礼仪中，颁赐宗座遐福，并由宗禮儀長拉韋利（Diego Giovanni Ravelli）總主教代為宣讀复活节文告，同日還接見天主教徒美国副总统JD·万斯。

### 逝世

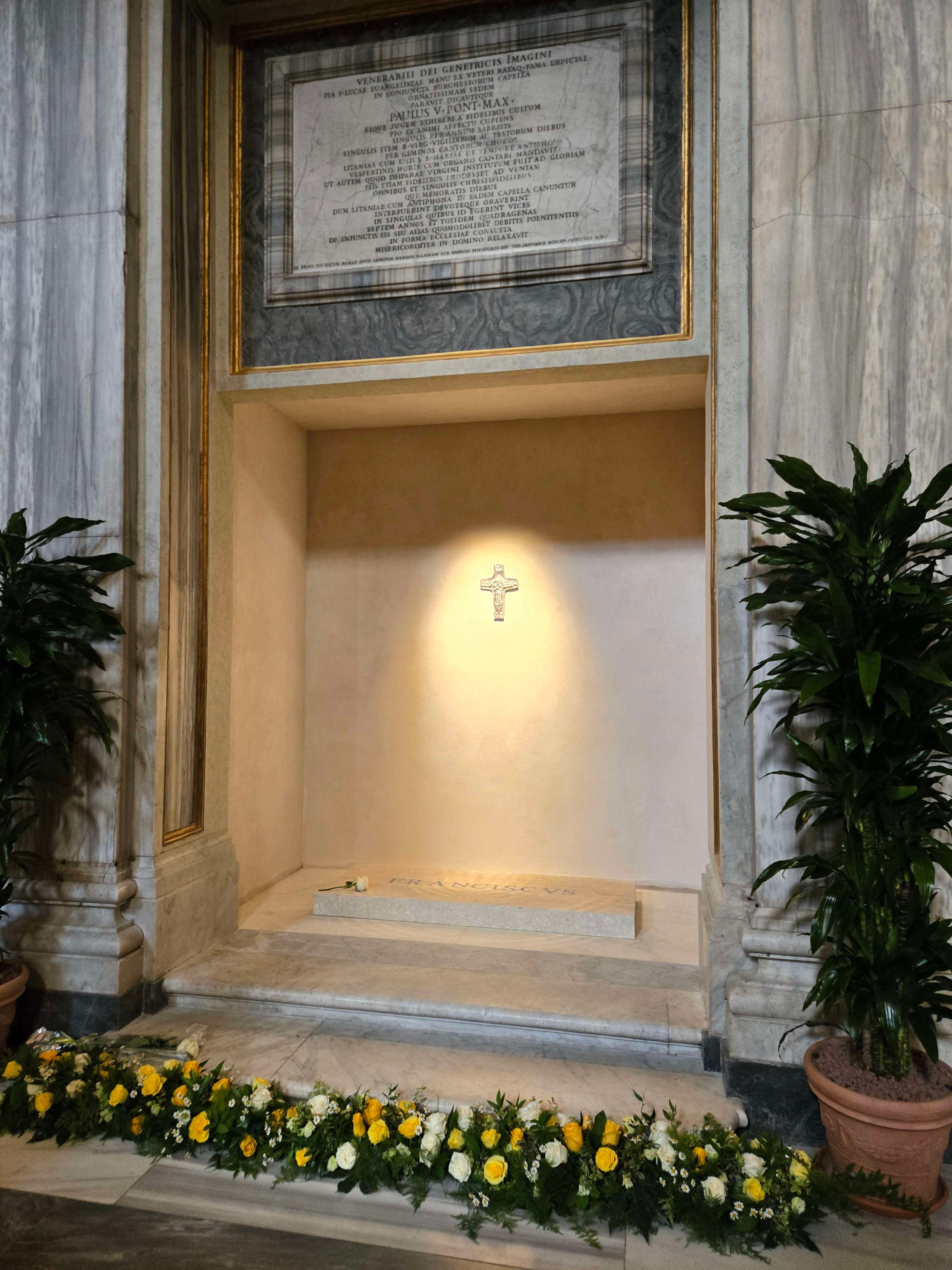
羅馬聖母大殿內的教宗方濟各墓

2025年4月21日（復活八日慶星期一）當地時間上午9點45分，總務樞機凱文·若瑟·法雷爾宣布，方濟各已於當天早上7點35分病逝於聖瑪爾大之家，蒙召回归天父之家，終年88歲。随后按《上主的普世羊群》宗座宪章要求，圣座公布教宗死因為中风及其引发的心脏衰竭， 4月26日上午于圣伯多禄大殿前广场举行隆重的教宗殡葬弥撒，并随后依其意願下葬雪地圣母宗座特级大殿。

## 牧徽
方濟各的教宗牧徽主要承繼了前任教宗本篤十六世的作風沿用主教冠、金銀鑰匙、羊毛披帶以及盾徽，但刪去了白色肩帶；而出任樞機時的牧徽則和一般樞機牧徽無異，都有主教帽、象徵樞機的五層紅色繩索、護盾及布條。方濟各的教宗牧徽以及他的樞機牧徽的護盾大致相同，盾徽底色為藍色；正上方為太陽、十字架及「IHS」的耶穌會會徽，而盾徽的下方由左至右為一顆八角星及甘松花；盾徽下均寫著他的座右銘「因仁愛而被揀選」（拉丁語：Miserando Atque Eligendo）；惟顏色由銀白色改為金色，五角星改為八角星。八角星喻意童貞的聖母瑪利亞、耶穌和地上教會的母親，而上一位教宗有喻意聖母瑪利亞的教宗牧徽是若望保祿二世；而甘松花則喻意地上教會的聖人主保聖若瑟，而巧合的是他的就職儀式也在3月19日，是這位聖人的瞻禮日。

## 名號
新任教宗沿用過去教宗的名號是天主教会的重要传统，直到10世紀初，教宗蘭鐸才首次选用全新名号，若望·保祿一世在1978年首次以合併两个前任教宗用过的名号的方式為自己命名，時隔千年，贝尔戈里奥選擇一個全新的教宗名號「方濟各」以紀念亞西西的方濟各，聖座发言人特别澄清其名号是方濟各而非方濟各一世，若将来出现同名而冠以二世者，才会再将其名号改为方濟各一世，《华盛顿邮报》认为贝尔戈里奥选用一个新名号，或许是要表明天主教会走在变革的路上。

### 中文譯名
教宗方濟各當選後，華語圈出現「方濟各」或「方濟」等中文譯名，部分中國大陸媒體另譯為「弗朗西斯」。2013年4月底，聖座國務院將官方文件中提到的名號中文翻譯正式統一為「方濟各」。

## 宗教观点

### 科學與宗教
2014年10月28日，教宗方濟各在宗座科學院發表演說，認為演化論及大爆炸理論是真實的，天主不是魔法師。但他也強調這不違背天主創造萬物的理論，因為天主會在背後介入。

### 同性戀
2013年7月，教宗方濟各訪問巴西，被問到同性戀問題，他回答：「如果有人是同性戀，而能懷善心追尋天主，我有何資格論斷？」9月19日，方濟各再度表示，希望天主教會寬容慈悲對待墮胎婦女、避孕和同性戀人士，但教廷反對墮胎及同性婚姻的立場維持不變。
2013年12月18日，美國同志刊物「提倡雜誌」（Advocate）將方濟各選為「年度人物」，指稱教宗是2013年對女同性戀、男同性戀、雙性戀與跨性別者（LGBT）最具影響力的人。
2020年10月21日，教宗方济各接受采访时表态支持同性伴侣民事结合，他表示：「同性恋有權組成家庭。他們是天主的子民，有權建立家庭。沒有人應該為此被趕出去或是變得悲慘。」同時還表示：「我們需要制定民事結合的法律。如此一來，他們就能受到法律保護。我支持這一點。」
2023年12月19日，梵蒂冈宣布允许神父为同性未婚伴侣祝福的決策；但同时表示，祝福并不代表教会对同性关系的认可，祝福也不得以祝福婚姻的宗教仪式进行。

### 儿童虐待
在过去的14年中，贝尔戈里奥担任着布宜诺斯艾利斯總主教。权益倡导者们认为，在其任职期间的大部分时间里，当控告神职人员的性骚扰事件浮出水面时，他没有果断地采取行动保护儿童，或者迅速地做出行动；在他们的不当行为曝光之后，他也没有向司鐸虐待的受害者表示歉意和做出补偿。后来，25%的主教会议都没有将正在实施的政策落实到最后日期，来处理投诉和被指控虐待的司鐸。阿根廷就在其中。
神職虐待的受害者中的幸存者网络（SNAP）呼吁要用行动代替语言。其他人，包括杰弗里·安德森(Anderson)，对方济各将采取行动保护儿童充满了希望。其中，杰弗里·安德森是一位律师，在法庭上，他为受到虐待的受害者打了许多次官司。
2007年10月，贝尔戈里奥对容忍儿童虐待表示谴责，其称之为“人口恐怖主义”。在会议中，他说道：「儿童受到虐待，没有受到義務教育或者饑渴乏食。许多儿童被迫成为雛妓，受到剥削。这就发生在位于南方的一座大城市，布宜诺斯艾利斯。一些五星级飯店提供雛妓服务：雛妓列在娱乐单中的“其他”标题下面。」
2011年，贝尔戈里奥再次谴责布宜诺斯艾利斯的儿童人口贩卖和性奴隶问题：「在这座城市，许多女孩因被拐走、贩卖、出卖等其他情况而停止玩弄洋娃娃，被迫进入妓院。在这座城市，妇女和女孩被绑架，她们不得不使用和虐待她们的身体；她们的尊严被毁坏。对于耶稣渴望得到的肉体而言，其价值低于宠物的肉体价值。我们照顾我们的狗要比对待我们的奴隶好得多，这些奴隶受到踢打，受到伤害。」
方济各告诉格哈德·路德维希·穆勒（Gerhard Ludwig Müller）要果断地采取行动，保护未成年人，帮助过去受到虐待的受害者，并採取必要程序反对那些应该受到惩罚的犯罪者。格哈德·路德维格·米勒為教廷信義部的部長，為教廷各部會中的重要官員。而作為實際行動的成果就是成立了聖座保護未成年人委員會。
联合国儿童权利委员会（UNCRC）曾批評方济各领导下的罗马教廷未能將教廷握有的儿童性虐待的相关信息提供给他們，和有效的處置性侵加害者。對此教廷發言人隆巴尔迪神父回應該批評表示教廷在簽署公約後就致力於兒童照料的公益事業上，而針對其批判的兒童性虐處置則表示教廷已要求各地主教及同等的教會管理者要遵照各地法律處置相關事件，並表示日後會繼續進行兒童保護的事務。而教廷駐聯合國觀察員托瑪西樞機則表示該委員會的報告忽視了近來教廷為此議題做的改變。

### 避孕及墮胎
2015年起疑似令胎兒患小頭症的茲卡病毒在全球擴散，特別在天主教徒眾多的拉丁美洲國家，教宗方濟各首度發言指以人工避孕防疫情有可原，但仍明確地反對墮胎。方濟各指墮胎是「徹頭徹尾的魔鬼」，不只在天主教教義上，在人道上亦然，「為了拯救一人而奪去另一人的性命，這是黑手黨所為，是犯罪、是絕對的邪惡。」同時他指面對茲卡病毒疫情，避孕並非「絕對邪惡」，更指1960年代時任教宗保祿六世亦曾允許非洲比屬剛果的修女預防有系統強暴成孕而避孕。聯合國早前呼籲拉美國家放寬墮胎政策，允許胎兒有患上小頭症風險的孕婦終止懷孕，當地神職人員則重申教會對墮胎及人工避孕的反對立場。儘管梵蒂岡教廷一貫政策是反對任何形式的避孕，但方濟各暗示教廷針對寨卡疫情願意放寬這方面的禁制。

### 中國主教续任爭議
方濟各因同意任命中國政府挑選的七位主教，受到美國國務卿麥克·龐培歐及香港籍樞機主教陳日君的強烈批評。

## 个人观点

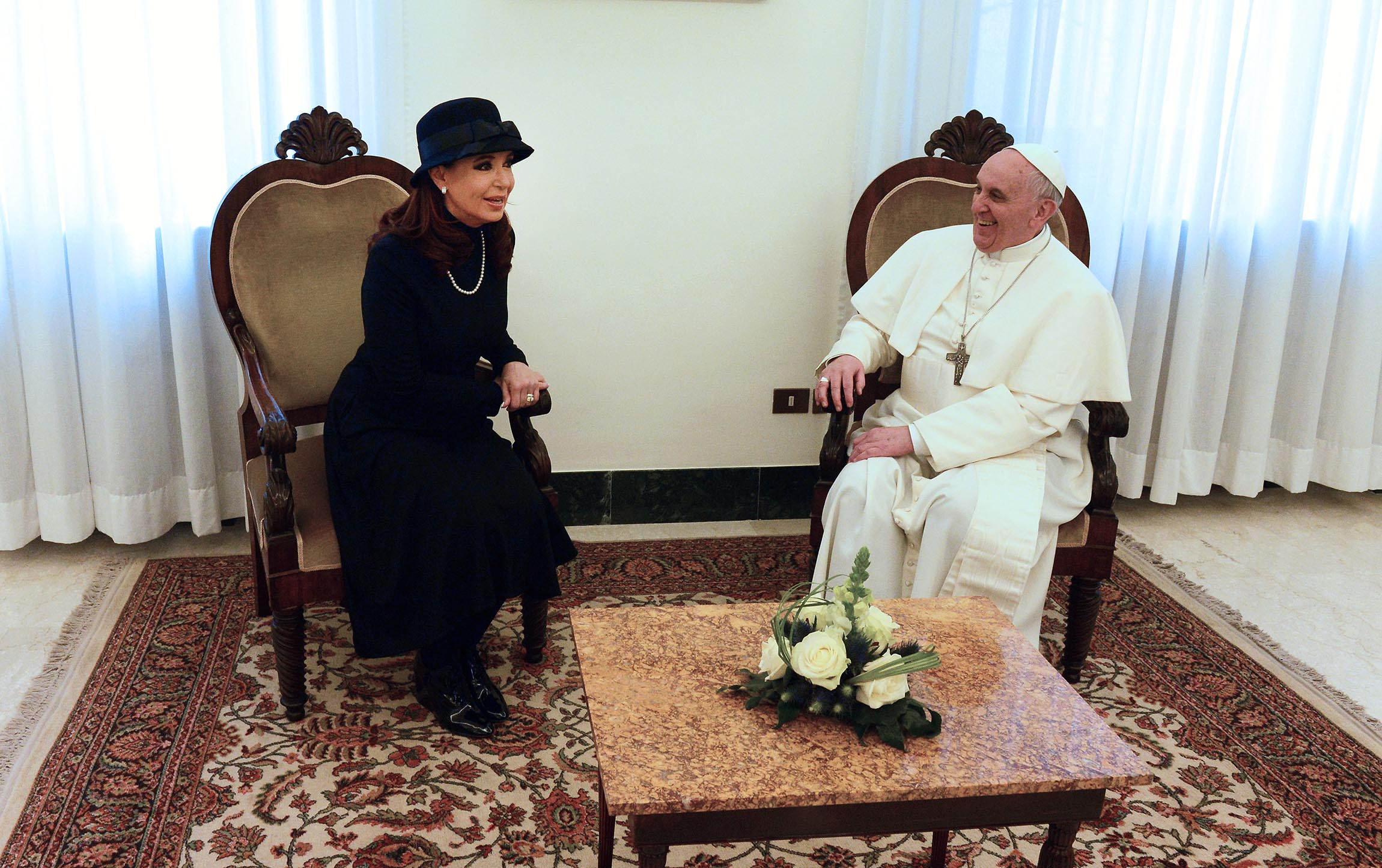
教宗方濟各（右）於2013年3月18日接見阿根廷總統克里斯蒂娜·費爾南德斯·德基什內爾

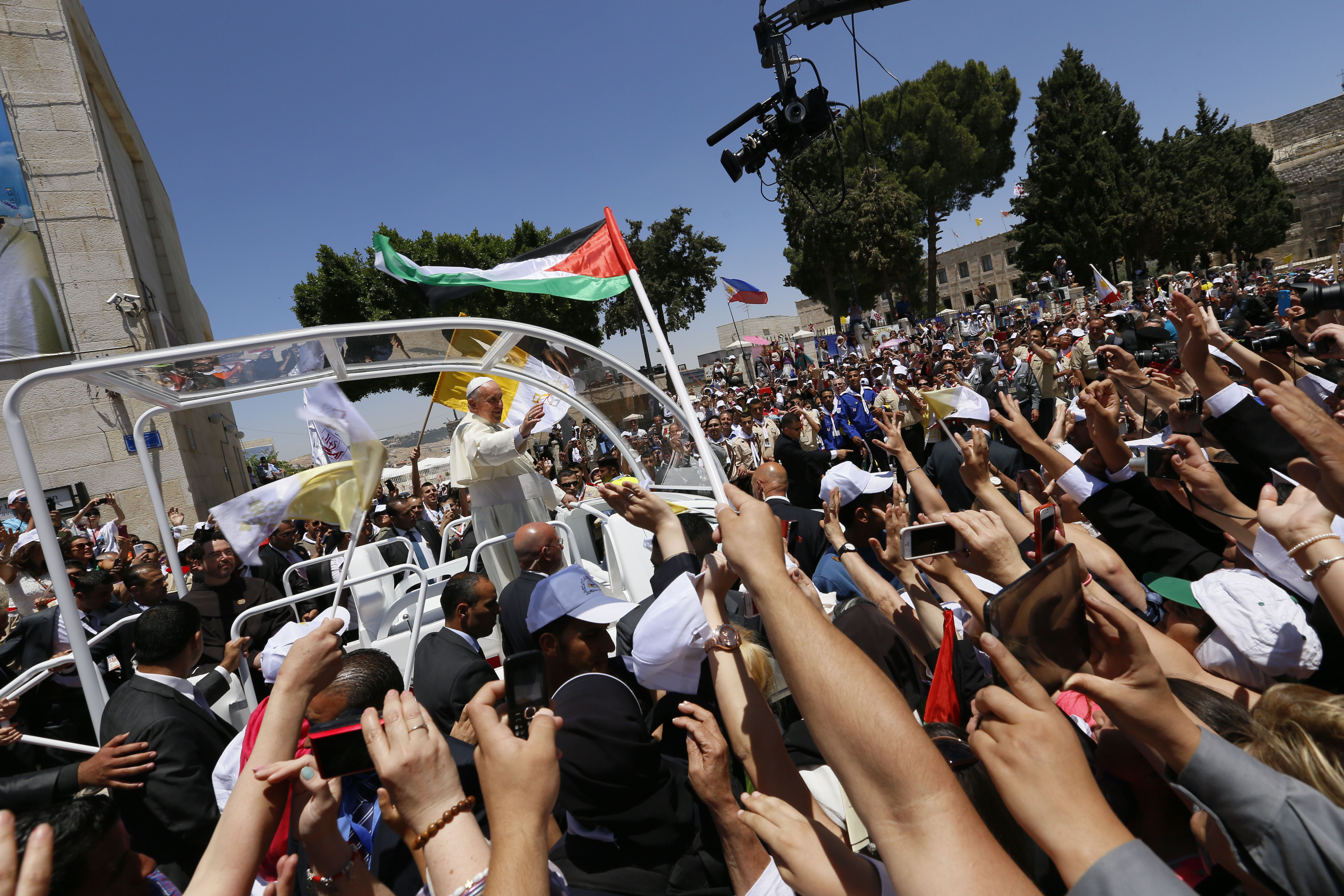
2014年5月，教宗方濟各出訪巴勒斯坦約旦河西岸，圖為該月25日造訪伯利恆受到群眾歡迎一景

### 福克蘭群島主權爭議
2012年，時為布宜諾斯艾利斯總主教的贝尔戈里奥樞機表示「英國佔領了阿根廷的马尔维纳斯群岛」（马尔维纳斯群岛即福克兰群岛）；而於2013年3月18日在梵蒂冈接見準備出席教宗就職典禮的阿根廷總統克里斯蒂娜時，被她要求再次就福克蘭群島的主權問題表態，但方濟各並沒有就主權問題發表意見。

### 香港抗议運動
2014年10月，教宗方濟各在梵蒂岡大禮彌撒會見天主教香港教區榮休主教陳日君樞機時主動引用手無寸鐵的達味王投石打倒全身盔甲、手持利器的歌利亚的聖經故事，形容香港人爭取「真普選」的占领中环和雨傘革命就像大衛挑戰歌利亞。教宗笑著說：「啊！啊！這就是用『投石器』去打仗的那位。」陳日君則回應：「我來自香港的『戰場』，你大概也知道吧！請為我們祈禱，不要讓暴力發生。」然後再親他的手。陳日君相信教宗鼓勵他「不要害怕，天主在大衛身邊。」他也相信大衛象徵著香港學生，教宗的鼓勵是指天主會助佑大衛戰勝巨人。
2019年开始的反對逃犯條例修訂草案運動期间，教宗方济各和梵蒂冈教廷迟迟未对香港局势做出正式表态，陈日君多次对这种沉默提出批评。2019年11月26日，教宗结束亚洲访问自日本返回梵蒂冈，在飞机上举行了记者会。在被问及香港局势问题时，他表示游行示威是很常见的事情，在法国、智利、尼加拉瓜、西班牙皆有发生，他暂时无法一一评估，并呼吁各方能透过对话和平解决问题。

### 朝鲜半岛
2014年8月，方济各在访问韩国时在首尔明洞圣堂主持弥撒，开始时表示“为了由一个个家庭所构成的韩民族之和解而祈祷，这比任何事都来的重要”，还提到天主所赐予的和解、团聚与和平等恩惠，与天父之“会心”恩宠毫无分离，并相互连结。提出让因灾难与分裂而离散的百姓团聚并繁荣其未来是天父所许下的承诺。并且呼吁“作为教徒与韩国人，我现在请求大家断然扬弃猜忌、对立与竞争的思考方式，为努力营造福音教诲社会及立足于韩民族高贵传统价值的文化而迈进”。

### 资本主义
2013年9月23日，教宗方濟各發表演說，認為現代經濟體系不應該繼續崇拜錢神，称这是“拜金牛犊”（偶像崇拜），呼吁世界领袖将更多的帮助给予穷人。就金融危机，教宗批评放肆的资本主义，称这是“暴政”，是用纯消费能力来论断人类，称这种“拜金”的人十分可悲。「在攻击不受限制的资本主义时，教宗称社会上日益扩大的不平等是由于“绝对自治的市场和金融投机的意识形态，它们拒绝了国家监管的权利，并自己承担了提供公共品的义务。」
方济各说经济危机之所以发生，是因为我们允许金钱对我们的统御，伦理道德却常常被斥为麻烦，以致被无视。「更可悲的是，今天人类认为自己就是消费品，可以被使用、被丢弃。我们开启了一个丢弃文化。这个趋势可以从个人和整个社会层面上看到；而且它被提倡了！在这种环境中，团结，即穷人的财富，常常被认为是反生产的，是与金融逻辑和经济相悖的。当少数人的收入成指数地加增，大多数人却被剥夺了。」
德国总理默克尔在2013年5月18日，即当日晚些时候下令对金融市场进行紧缩控制。方济各多次提及歐洲主權債務危機，以及备受重创的希腊和南欧天主教国家。方济各认为教堂不应该只是宣称神学，而是去以实际行动帮助饥饿、儿童、无家可归者、被冻死的人。
紐黑文大學的乔治·哈利（Haley）称：「和许多人一样，他认为除非降低收入差距，资本主义无法幸存，就他呼吁一个更欧洲版的资本主义进步而言，我认为是正确的，特别是在大萧条之后，更多的人需要社保网，（⋯⋯）将言论转化为行动的一个方式是利用教会的力量（⋯⋯）如果方济各是认真的话，他可以利用梵蒂冈外交使节团来游说政府，提出解决世界经济问题的方案。」
罗希特·艾若拉（Rohit Arora）则担心方济各无法提出实际具体的方案来解决收入不公，认为如果教宗是认真的，他应该着手行动。约瑟夫·帕斯托雷（Pastore）天主教会的财富阻止了方济各选择立场，不知道方济各对教会的改革能走多远。
在2013年9月，方济各访问了意大利最贫穷的一个区域，谴责了大企业和“拜金”，他回顾了自己家庭经历，以及在美国的经济危机：「我年轻的父亲去阿根廷，幻想着能想在美国一样，但在二十世纪30年代，他受到危机的可怕打击。他们失去了一切。那儿根本没有工作。」
方济各谴责“市场自治”和“金融投机”，在长达84页的宗座劝谕书《福音的喜乐》中称其为暴政：「正如诫命‘不可杀人’为保护人类宝贵生命所设立清晰界限一样，今天我们对经济排斥和不公说‘不可杀人’。例如，经济杀人⋯⋯新的暴政诞生了，看不见又常常虚拟，单边地、残酷地自定法律章程。对此腐败频发，逃税普遍，并在全球尺度上蔓延。对权力和占有的欲望是没有边际的。」
由于方济各斥责资本主义和绝对市场自治，他被美國右翼主義者拉什·林博称为马克思主义者。

### 贫困和经济不平等
2007年，在拉丁美洲主教会议上，贝尔高利奥说道，“我们生活在世界最不平等的地方，这里生产得最多，然而减少的穷困最少”，“商品仍然分配不平等，这引起了一种社会罪恶行为，大声抱怨天堂，还限制了我们众多的兄弟过上更加富足生活的可能性”。
2009年9月30日，阿根廷城市研究生院（EPOCA）在阿尔韦阿尔皇宫酒店组织会议，标题为“Las deudas sociales de nuestro tiempo”（“我们时代的社会债务”）。贝尔高利奥在会上发言，他引用了1992年召开的拉丁美洲主教会议上的“Documento de Santo Domingo”，即“极端贫困和不公平的经济结构造成了极大的不平等”，这违背了人权。他继续将社会债务描述为“不道德的、不公平的和不合法的”。
在阿根廷布宜诺斯艾利斯公务员罢工的48小时期间，贝尔戈里奥注意到了“穷人”和“富人”之间的差别，“穷人被迫做吃力的工作”，而“富人却受到避开公平的称赞”。2002年，在发生经济危机期间，贝尔高利奥强烈批评掌权者，说道，“我们不要忍受令人悲痛的表相，在这表相之下，那些人一直寻找着新的撒谎方式，不承认自己紧紧掌握着他们的特权、贪婪和利用卑劣手段挣来的财富。”2010年5月，20位主教在卢汉大教堂前面组织集会，纪念阿根廷成立二百周年。其中，卢汉主教座堂是天主教重要的机构和朝圣目的地。贝尔高利奥批评道，“那些拥有充足的财产生活下去的人”(los suficientes)，“那些不关心最贫困的人的人”，并劝告卢汉的圣母玛利亚“关心我们的祖国，特别要关心那些最容易被忘记的人”。2011年，贝尔高利奥使用非正式的语言说道：“每天都麻木得活着，这座城市非常明白如何进行贿赂，在麻木之下，人们的良知都入睡了。布宜诺斯艾利斯是一座贿赂的城市。”他补充道，学校讲授奴隶制已经被废除了，这是一个“荒唐的故事”（cuento chino）：「在这座城市，每天上演着各种形式的奴役生活。在这座城市，工人们在暗中运营的血汗工厂里受到剥削，如果是移民，就被剥夺了脱离的机会。在这座城市，许多儿童已经在街上流浪数年......这座城市没有并且仍然没有将他们从结构奴隶制下解放出来，即无家可归。」
2001年，为响应天主教會深切关心艾滋病受害者的行动，他去了一家收容所。在那里，他为12位艾滋病患者洗脚并亲吻了他们的脚。
方济各大胆地讲出了2013年4月倒闭的拉纳广场服装厂，该工厂杀死了一千多人，并谴责工人收到的微薄的工资，说道：「在孟加拉国发生悲剧那天，一个标题真地打击到了我，即‘每月靠38欧元生活’。那就是死去的人们每月收到的工资。这就叫做奴隶劳动。在当今世界，这种奴隶制违背着天主赐予我们的一些美好的东西－创造、工作、拥有尊严的能力。多少兄弟姐妹感觉自己处在这种情况下！不公平地支付工资，不提供工作，因为你们只看资产负债表，只看如何赚钱。那就违背了天主！」
方济各呼吁同情难民、流离失所的人和人类拐卖的受害者。他说这样的人需要特殊的教牧关怀，帮助他们融入主方社会之中。
他就职后不久，据说当提到政治或者经济时，很难将方济各归为保守派或者自由派，部分原因是，与其前任比起来他写得很少。他来自一个“社团主义者、重商主义者和差不多法西斯主义者”的国家。神父西里科(Sirico)说，尽管他认为教宗会支持福利国家，但是他同样能“充分理解工作和支付工资的重要性。”
在向罗马天主教世界和平日发出的信息中，他批评了“拥有更多的人和必须同意吃面包屑的人之间日益拉大的差距”，号召国家缩小财富差距。

### 食物浪费和饥饿
方济各认为浪费食物就像偷窃饥饿的人。他说：
这种浪费的文化甚至使我们对浪费和处理食物感到无动于衷。不幸的是，当全世界有许多人和家庭在遭受着饥饿和营养不良的时候，这种行为显得更加卑劣。曾经，我们的祖父母会非常认真地不会扔掉任何剩余的食物。消费者主义已经使我们习惯每天过度地浪费食物，对此，有时我们再也不能给出一个公正的价值。扔掉食物就像偷窃穷人和饥饿的人的餐桌。
方济各说，在21世纪，人们仍然遭受着饥饿并会死于饥饿，这是可耻的，他号召联合国粮食与农业组织要确保每个人都能得到足够的食物，确保食物资源充足，但是食物分布不均匀：更多的事情可以做并且必须做，以便代表穷人重新唤起国际活动，这些活动是因更多的东西而被激发起来，而不仅仅是因为善意、更坏的事情或者经常没有遵守的承诺而被激发起来。当前的全球危机也不能继续用作托辞。对于有人性的人和人的尊严而言，只要各种情况和生活条件没有通过检查，危机就不会彻底结束。

### 童工議題
方济各将童工描述为瘟疫，它剥夺了儿童正常的健康童年；儿童本应该拥有时间来玩耍、学习和成长。教宗说许多女孩不得不做家务劳动，但是她们做这些劳动的情况可以比得上奴役，许多还受到虐待。2011年，在参加选举之前，他就已经强烈反对布宜诺斯艾利斯剥削无家儿童的“结构奴隶制度”。

### 贫穷的移民
在罗马之外，方济各第一个拜访的地方是意大利的蓝佩杜萨岛，许多非法的穆斯林移民登陆的地方。一些是难民，其他的是经济移民。他反对面对他们处境的“全球中立”，呼吁“甦醒良知”，解决这个问题。方济各将花圈扔进大海，纪念那些试图到达欧洲却溺死的人。他说这些逝者是“心中的一根刺”。教宗讲道，“我们已经失去了承担兄弟责任的意识，”“已经忘记如何哭泣”那些在路上死去的移民，还有“我们已经习惯其他人的痛苦，这与我们无关，我们对这没有兴趣，这不关我们的事！”。教宗还谴责了人口贩子，他们依靠使用不安全的船只运送绝望的移民获利。

### 有组织犯罪
谈及皮诺·普吉立斯（Pino Puglisi）在接受选福礼之后的一日，有组织犯罪集团西西里黑手党奉命杀死了一位神父，方济各谴责了黑手党，他请求天主转变这些人的心，将參與黑手党的男女都能皈依天主。“我想起了如此多的黑手党剥削过的男人、女人，甚至儿童经受过的巨痛，”方济各说，他进一步谴责黑手党，“让他们做使他们成为奴隶、妓奴的工作。”英国广播公司的大卫·维利（Willey）说，在过去，天主教會受到指责，因为它与黑手党组织“我们的事业”保持着模糊不清的关系，数十年来，他控制着西西里岛上的有组织犯罪。透过对殉道神父普吉立斯（Pino Puglisi）的宣福礼，教会强烈反对黑手党犯罪－已经获得缄默法则的保护。
2014年6月21日，方濟各參訪深受黑手黨光榮會之行動影響的義大利卡拉布利亞，並前往小城西巴里探訪了於年初因黑手黨槍擊使一對祖孫遇害的一戶家庭，方濟各在此宣布該地區所有黑手黨成員都將自動被絕罰。

### 俄羅斯入侵烏克蘭
2022年2月，当俄国对乌克兰发动大规模侵略后，方济各访问了俄罗斯驻罗马教廷大使馆，这被描述为“前所未有的举动”。方济各致电乌克兰总统泽连斯基时表示，在梵蒂冈努力寻找“谈判空间”的同时，他“很难过”。“圣座愿意竭尽全力为和平服务，”教宗在3月初宣布他将派遣两名枢机主教带着援助去乌克兰时说。这些特派使者是教宗赈济所所长康拉德·克拉耶夫斯基枢机主教，以及圣座负责处理移民、慈善、正义与和平事务办公室主任迈克尔·切尔尼枢机主教。这一使命涉及数趟行程，被认为是梵蒂冈一个极不寻常的外交举动。后方济各于2022年3月25日为俄罗斯和乌克兰两国举行奉献礼。
方济各因在俄罗斯入侵乌克兰战争拒绝明确谴责的立场，同时他在战争期间多次引起俄乌双方的争议。
2022年4月耶稣受难日期间，梵蒂冈组织了一次乌克兰人和俄罗斯人的象征性和解活动——在罗马剧场上让一名乌克兰妇女和一名俄罗斯妇女背负着十字架。但方济各的此次尝试激怒了许多乌克兰人。
2022年5月，方济各在对意大利《晚邮报》一次采访中暗示，俄乌战争可能是因挑衅引起，并将俄罗斯入侵乌克兰部分行为归咎于西方，并对武器贸易表示谴责，但表示无法回答向乌克兰人提供物资是否正确的问题。同时，尽管他呼吁俄乌结束战争和表示想訪問莫斯科的意愿，但拒绝谴责普京的战争行为。
2022年6月13日，方济各在5月接受天主教杂志的采访内容被公开，他再次声称俄罗斯入侵乌克兰在某种程度上可能是被挑衅的，并拒绝将俄乌战争正在进行的冲突简化为好人和坏人之间的区别。他也提及曾与一位身份不明的国家元首的谈话，对方在战争开始前与他交谈，表示对北约在俄罗斯门口的扩张表示担忧。
2022年8月24日，方济各在谈及乌克兰的战争中，将俄罗斯极端思想家亚历山大·杜金的女儿达里亚·杜吉娜称为战争的无辜受害者。她在莫斯科附近被汽车炸弹炸死。乌克兰驻梵蒂冈城大使安德烈·尤拉什（Andrii Yurash）批评方济各将已故的俄罗斯宣传员达里亚·杜吉娜描述为「战争的无辜受害者」的声明「令人失望」。乌克兰外长德米特罗·库莱巴随后也召见梵蒂冈驻基辅大使抗议，表示对方济各的言论感到心碎。8月30日，梵蒂冈教廷新闻办公室为方济各没有批评俄罗斯入侵乌克兰的指控发表辩护声明，强调教宗方济各明确谴责俄罗斯在乌克兰的战争。教廷内有观点认为，方济各频频发表亲俄立场的评论，表明他需要更换其顾问和重新考虑教廷自冷战时期一直主张的东方政策。同时也批评乌克兰媒体过度关注方济各的言论，而忽视了他对乌克兰战俘的倡导。
2022年9月，方濟各指出，烏克蘭擁有自衛的合法權利，即使在很糟糕的情況下，與侵略者對話也是必要的，後來又表示烏克蘭人是野蠻、怪物和酷刑的受害者，是高尚的人民。
2022年10月2日，方濟各向普丁和澤連斯基喊話，呼籲普丁制止暴力和死亡的螺旋式上升，並表示核升級將帶來無法控制的全球後果，亦要求澤連斯基對“嚴肅的和平建議”持開放態度，同時方濟各承認烏克蘭遭受了“侵略”，並且“對烏克蘭人民的苦難感到痛苦”。
方济各后来在11月28日耶稣会出版物采访中，首次明确指责俄罗斯对乌克兰的侵略战争中「最残忍」的行为参与者归咎于车臣人、布里亚特人等少数民族。他在受访中谈到乌克兰问题时，表示「因为有很多关于军队的残酷行为的信息，一般来说，最残忍的也许是那些属于俄罗斯，但不属于俄罗斯传统的人，比如车臣人、布里亚特人等等。当然，入侵者是俄罗斯。」尽管这是他在进行了10个月战争后首次明确表达谴责立场，但也被视为试图避免俄羅斯人军队受到批评而进行了区分。俄罗斯随后指责方济各区分俄罗斯民族团结的言论，并向教廷发出了外交抗议。一些代表俄罗斯境内非俄罗斯族裔的非政府组织也向教廷致信，要求就方济各发表具有冒犯性和未经证实的言论作出澄清和道歉。教廷随后于12月15日向俄罗斯发表道歉声明，称双方已进行了外交接触。
2023年8月30日，方济各呼吁俄罗斯年轻人要記得自己是彼得大帝等俄罗斯帝国君王的子孙。這一言論遭到乌克兰和立陶宛的譴責，立陶宛立即召见梵蒂冈大使表達抗議。俄罗斯方面表示方济各的話“非常令人满意”。
2024年2月，方濟各接受瑞士公共电视台采访时表示，烏克蘭應該拿出「舉白旗」的勇氣，並透過談判終結與俄羅斯的戰爭。3月9日，瑞士法语广播电视播出采访內容後，引起舆论哗然，乌克兰、波兰、拉脱维亚等国家領導人、外交官、歐洲議會議員及宗教领袖接连回应，批評方濟各将侵略者和受害者放在相同地位上并称之为‘谈判’相当于鼓励前者的暴行，并谴责教宗的言论。教廷随后对此澄清表示，方济各的意思是呼吁与俄罗斯停火，而「举白旗」意味着「停止敌对行动，通过勇气谈判达成休战」，而不是指投降，并指「白旗」一词，是教宗引用了采访提问记者用词。
2024年8月25日，方济各谴责乌克兰于8月24日通过一项禁止与俄罗斯有联系的宗教机构在乌克兰境内活动的法律，称这一举动可能会侵犯宗教信仰自由，还表示他将继续悲痛地关注乌克兰的战斗。乌克兰总统弗拉基米尔·泽连斯基对方济各的批评做出反应，指出各种宗教机构都受到来自国外信息空间的影响，即使在梵蒂冈也不例外，他强调俄罗斯在信息领域正在发生的事情非常重要，并希望设置一个适当的机构应对俄罗斯在欧洲的宣传工作，以免信息的缺乏被俄罗斯的宣传所填补。

## 相关影视
- 教宗方济各：言出必行的人（英语：Pope Francis: A Man of His Word），自传记录片
- 教宗的承繼，改編電影
- 平民教宗方濟各（英语：Francis: Pray for Me），改編電影

## 外部連結
- Official website of the Holy See （页面存档备份，存于）
- Vatican website: biography of JORGE MARIO BERGOGLIO (published on the occasion of the Conclave by the Holy See Press Office with the information provided by the cardinals themselves)（页面存档备份，存于）
- 中的“方濟各 (教宗)”
- 方濟各的X（前Twitter） (Official Twitter account)
- YouTube上的方濟各頻道 (Official Vatican YouTube page, covering the Pope and related interests)